# Augusto Nitti

Augusto Nitti es un exjugador de fútbol italiano, naturalizado venezolano. Jugó principalmente como delantero derecho de los Azzurri, como eran llamados los jugadores del Deportivo Italia de Caracas.

## Vida
Augusto Nitti nació en Gesualdo (Italia) el 21 de abril de 1944. Jugó en el Parma FC de Italia, como juvenil. Llegó a Venezuela en 1962 y a los pocos años se nacionalizó como ciudadano venezolano.
Fue descubierto por Mino D'Ambrosio, que lo hizo crecer en el Deportivo Italia como atacante izquierdo ("ala tornante" en italiano, como él mismo se definía). Nitti fue uno de los mejores goleadores y delanteros del equipo italiano de Caracas. Pompeo D'Ambrosio -junto a muchos hinchas de los "Azzurri" caraqueños- lo llamaba el Gigi Riva del Deportivo Italia
En 1964 jugó por primera vez en la Copa Libertadores, logrando ocho goles en las cinco ediciones que jugó, un récord que quedó vigente hasta que Pedro Pascual Peralta lo rompió en 1978. Dos de sus mejores partidos fueron en la eliminación del Bahia, que hizo posible la primera presencia de Venezuela en la que entonces se llamaba la Copa de Campeones de América. Nitti hizo 30 partidos en la Libertadores y más de un centenar en los campeonatos de Primera División venezolana y otros torneos. 
En 1966 fue uno de los protagonistas en la conquista por parte del Deportivo Italia del título de Campeón de Venezuela por tercera vez. En 1969 jugó en el torneo "Copa Carnaval", derrotando el Vasco de Gama brasileño al propiciar el gol de la victoria.
En agosto de 1969 jugó en La Vinotinto en Caracas en contra del Brasil de Pelé: aunque derrotado hizo un partido muy apreciado por el público y por la crítica deportiva.
En los años setenta se retiró del futbol.